# Oxford University A.F.C.
Oxford University Association Football Club er en engelsk fodboldklub, der repræsenterer University of Oxford.
Klubben blev dannet i 1872 og havde sin storhedstid i 1870'erne, hvor den vandt FA Cup'en i 1874 efter en finalesejr på 2-0 mod Royal Engineers og yderligere tre gange nåede finalen – i 1873, 1877 og 1880, som også var det sidste år, holdet deltog.
Klubben Pegasus AFC fra 1950'erne blev dannet ud fra Oxford University AFC's og Cambridge University AFC's hold.

## Landsholdsspillere

### England
22 OUAFC-spillere har spillet for Englands fodboldlandshold, inkl. tre spillere på det hold, der spillede i den første FIFA-anerkendte landskamp, Frederick Chappell, Arnold Kirke-Smith og Cuthbert Ottaway.
Den komplette liste over engelske landsholdsspillere (med antallet af landskampe opnået som OUAFC-spiller) er:
- John Bain (1 landskamp)
- Arthur Berry (1)
- Francis Birley (1)
- William Bromley-Davenport (2)
- Frederick Chappell (1)
- Edmund Currey (2)
- Tip Foster (1)
- Henry Hammond (1)
- Elphinstone Jackson (1)
- Arnold Kirke-Smith (1)
- Robert Stuart King (1)
- William Oakley (4)
- Cuthbert Ottaway (2)
- Percival Parr (1)
- George Raikes (4)
- William Rawson (2)
- G.O. Smith (7)
- Robert Vidal (1)
- Percy Walters (2)
- Leonard Wilkinson (2)
- Claude Wilson (1)
- Charles Wreford-Brown (1)

### Wales
De følgende fem spillere har repræsenteret Wales' fodboldlandshold, mens de var registreret i Oxford University AFC:
- Sydney Darvell (2)
- William Evans (2)
- Alexander Jones (1)
- Hugh Morgan-Owen (2)
- Morgan Morgan-Owen (5)